# Half Smiles of the Decomposed
Half smiles of the decomposed is het 16e studioalbum van de Amerikaanse indierockband Guided by Voices. Het album verscheen op 24 augustus 2004.
Na het uitbrengen van het album hief zanger en frontman Robert Pollard de band op. Echter, later zou Pollard de band tweemaal opnieuw oprichten en in hetzelfde tempo albums uitbrengen.

## Tracklist
Alle muziek en teksten zijn geschreven door Robert Pollard. 
| Nr. | Titel                                                   | Duur |
| --- | ------------------------------------------------------- | ---- |
| 1.  | Everybody thinks I'm a raincloud (when I'm not looking) | 3:20 |
| 2.  | Sleepover Jack                                          | 3:04 |
| 3.  | Girls of wild strawberries                              | 2:30 |
| 4.  | Gonna never have to die                                 | 2:17 |
| 5.  | Window of my world                                      | 2:58 |
| 6.  | The closets of Henry                                    | 2:31 |
| 7.  | Tour guide at the Winston Churchill Memorial            | 3:02 |
| 8.  | Asia Minor                                              | 2:23 |
| 9.  | Sons of Apollo                                          | 4:04 |
| 10. | Sing for your meat                                      | 4:03 |
| 11. | Asphyxiated circle                                      | 2:50 |
| 12. | A cecond cpurt of growth                                | 2:46 |
| 13. | (S)mothering and coaching                               | 3:21 |
| 14. | Huffman prairie flying field                            | 3:14 |

## Personeel

### Bezetting
- Robert Pollard, zang
- Doug Gillard, gitaar
- Nate Farley, gitaar
- Tobin Sprout, gitaar op #3 en #14
- Chris Slusarenko, bas
- Kevin March, drums
- Jim Pollard, aanvullend op #9
- The Ragged Enzymes, outro op #9

### Productie
- Greg Calbi, geluidstechnicus
- Todd Tobias, geluidstechnicus